# Monaster Objawienia Pańskiego w Mohylewie
Monaster Objawienia Pańskiego – prawosławny klasztor męski w Mohylewie, działający w latach 1633–1928. Jego zabudowania uległy poważnym uszkodzeniom w czasie II wojny światowej, zaś w 1952 rozebrano także ich ruiny.

## Historia
Założenie monasteru Objawienia Pańskiego w Mohylewie było wspólną inicjatywą fundacyjną szlachty i mieszczaństwa ruskiego. Wśród darczyńców znaleźli się przedstawiciele najbardziej zasłużonych dla prawosławia rodów Ogińskich i Stetkiewiczów, będący jednocześnie członkami bractwa mohylewskiego.
Wśród członków założycieli bractwa znaleźli się wówczas między innymi Jan Ogiński, Bohdan Stetkiewicz, Michał Bohdanowicz Stetkiewicz, członkowie władz miejskich Mohylewa, Dzisny i Krzyczewa oraz duchowni — archimandryta słucki Samuel Szycik Zaleski i ihumen kuteiński Joel Trucewicz.
Cerkiew Objawienia Pańskiego w Mohylewie powstała jeszcze przed 1578 r. Przy parafii działało bractwo, utrzymywano także szpital i szkołę. W 1602 król Zygmunt III Waza nadał bractwu przywilej podporządkowujący je bezpośrednio prawosławnym metropolitom kijowskim. W 1633 patriarcha konstantynopolitański Cyryl nadał bractwu przywilej stauropigii. Dokument ten nakazywał organizacji zreformować swoją strukturę na wzór analogicznych stowarzyszeń działających w Wilnie i Lwowie. Wcześniej, w 1620 podjęto budowę nowej cerkwi pod tym samym wezwaniem, przy której miał powstać także budynek monasterski. Jednak trzy lata później, po zabójstwie Jozafata Kuncewicza w Witebsku, król zabronił prawosławnym mieszczanom kontynuowania budowy. Jej wznowienie było możliwe dopiero w 1633. Sobór Objawienia Pańskiego został oddany do użytku liturgicznego w 1639. W świątyni funkcjonowały cztery ołtarze, całość była dekorowana freskami. Oprócz głównego soboru w monasterze funkcjonowała cerkiew św. Jana Teologa, wolno stojąca dzwonnica, brama wjazdowa z dwiema basztami, budynki mieszkalne dla przełożonego i mnichów oraz budynek drukarni. W 1664 sobór był remontowany, a na przełomie XVII i XVIII w. przebudowany.
Sobór w monasterze w Mohylewie był jedną z pierwszych murowanych świątyń wzniesionych na terenie metropolii kijowskiej w XVII stuleciu, a sam klasztor należał do najważniejszych ośrodków życia monastycznego w eparchii białoruskiej.
Monaster został zamknięty w 1928 r., Kościołowi prawosławnemu odebrano również obydwie cerkwie przeznaczone na archiwum. W 1941 r. obie świątynie spłonęły w czasie działań wojennych. Chociaż po zakończeniu II wojny światowej cerkwie uznano za warte odrestaurowania, jednak w 1952 zostały ostatecznie rozebrane.